# ビッグハート出雲

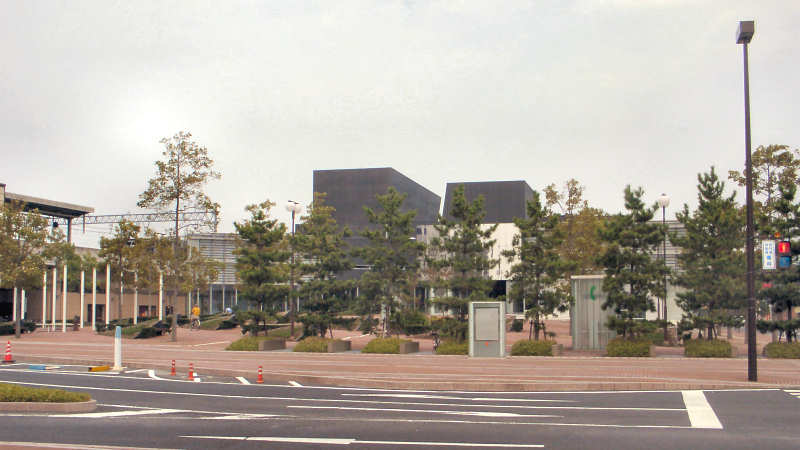
出雲駅舎側外観(2004/09/09)

ビッグハート出雲 （ビッグハートいずも、Big Heart IZUMO）は、島根県出雲市にある出雲市立の地域交流センターである。1999年12月に開館した。指定管理者の財団法人出雲市教育文化振興財団が管理運営する。漢字では「出雲巨心」と表記される。
メインホールは多目的ホール「白のホール」で、主にクラシック音楽コンサートに使用される。

## 主な施設
- 白のホール - 大ホール、固定341席、1061.45m2
- 黒のスタジオ - 小ホール、可動席、119m2
- 茶のスタジオ - 小ホール、可動席、119m2
- アートギャラリー
- 文化サロン - 140m2
- レセプションスペース - 86m2
- 会議室 - 60m2

## 建築
建築設計事務所シーラカンスアンドアソシエイツ（小嶋一浩・小泉雅生）が設計した。櫓柱構造が特徴。これにより、非構造壁を増やせた。また、「白と黒」が具現化されている作品でもある。
- 設計 - 小嶋一浩+小泉雅生/C+A.
- 構造 - S造+RC造　地上2階　地下1階
- 敷地面積 - 5531.84m2
- 建築面積 - 4875.03m2
- 竣工 - 1999年12月

## 所在地
〒693－0008 出雲市駅南町1丁目5番地

## 交通アクセス
- 山陰本線 出雲市駅　徒歩1分